# The Nutty Professor (1963)
The Nutty Professor (bra: O Professor Aloprado; prt: As Noites Loucas do Dr. Jerryll) é um filme estadunidense de 1963, do gênero comédia, dirigido, protagonizado e coproduzido por Jerry Lewis. É a comédia mais famosa do ator, que em 1996 foi refilmada com Eddie Murphy.

## Sinopse
Julius Kelp é um professor universitário nerd, trapalhão, tímido, introvertido e sem vida social. Frequentemente ele é ameaçado de demissão da universidade, por contínuamente destruir o laboratório com suas experiências. Depois de ser humilhado por alguns alunos, o professor resolve testar em si mesmo uma fórmula que o transformará por completo. A experiência é aparentemente um sucesso e a universidade vê surgir uma nova pessoa: elegante, charmosa, inteligente, bem falante, com dons de cantor e pianista. É o misterioso Buddy Love, a versão transformada e secreta do professor Kelp.
Com a transformação, o professor enfim consegue atrair a atenção da sua amada aluna Stella Purdy. Mas, quando tudo parece correr bem para o professor, as confusões recomeçam devido às interrupções bruscas dos efeitos da fórmula.

## Elenco principal

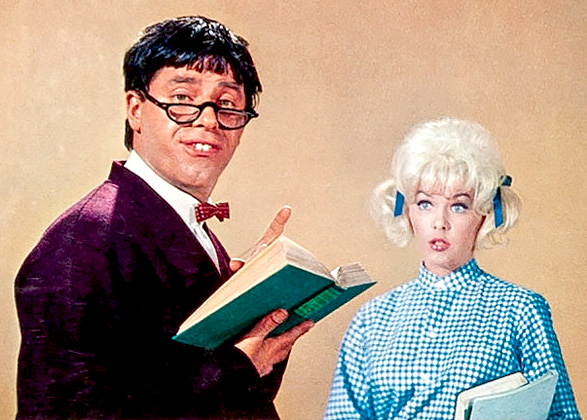
Jerry Lewis e Stella Stevens em cena do filme.

- Jerry Lewis como Professor Julius Kelp / Buddy Love
- Stella Stevens como Stella Purdy
- Del Moore como Dr. Mortimer S. Warfield
- Kathleen Freeman como Millie Lemmon
- Howard Morris como sr. Elmer Kelp
- Elvia Allman como sra. Edwina Kelp
- Julie Parrish como estudante universitária
- Milton Frome como Dr. M. Sheppard Leevee
- Buddy Lester como Barman
- Med Flory como Warzewski, o jogador de futebol
- Stuart Holmes  como Membro da Faculdade (não creditado)
- Richard Kiel como Fisiculturista (não creditado)

## Recepção da crítica
The Nutty Professor teve aclamação por parte da crítica especializada. Possui tomatometer de 86% em base de 22 críticas no Rotten Tomatoes. Tem 68% de aprovação por parte da audiência, usada para calcular a recepção do público a partir de votos dos usuários do site.